# 切列帕諾沃區
54°13′N 83°22′E / 54.217°N 83.367°E
切列帕諾沃區（俄语：Черепановский район），是俄羅斯的一個區，位於該國南部，由新西伯利亞州負責管轄，面積2,908平方公里，2010年人口47,842，人口密度每平方公里16.45人。